# MAP1LC3B
MAP1LC3B (англ. Microtubule associated protein 1 light chain 3 beta) – білок, який кодується однойменним геном, розташованим у людей на короткому плечі 16-ї хромосоми. Довжина поліпептидного ланцюга білка становить 125 амінокислот, а молекулярна маса — 14 688.
| 10         |  | 20         |  | 30         |  | 40         |  | 50         |
| ---------- |  | ---------- |  | ---------- |  | ---------- |  | ---------- |
| MPSEKTFKQR |  | RTFEQRVEDV |  | RLIREQHPTK |  | IPVIIERYKG |  | EKQLPVLDKT |
| KFLVPDHVNM |  | SELIKIIRRR |  | LQLNANQAFF |  | LLVNGHSMVS |  | VSTPISEVYE |
| SEKDEDGFLY |  | MVYASQETFG |  | MKLSV      |  |            |  |            |

A: Аланін

D: Аспарагінова кислота

E: Глутамінова кислота

F: Фенілаланін

G: Гліцин

H: Гістидин

I: Ізолейцин

K: Лізин

L: Лейцин

M: Метіонін

N: Аспарагін

P: Пролін

Q: Глутамін

R: Аргінін

S: Серин

T: Треонін

V: Валін

Кодований геном білок за функцією належить до фосфопротеїнів. 
Задіяний у таких біологічних процесах, як убіквітинування білків, автофагія. 
Локалізований у цитоплазмі, цитоскелеті, мембрані, цитоплазматичних везикулах.

## Відкриття
LC3 спочатку був визначений як білок, пов'язаний з мікротрубками у мозку щура. Однак пізніше виявилося, що основна функція LC3 полягає в автофагії — процесі масового розщеплення компонентів цитоплазми.

## Структура
LC3 має структурну гомологію з убіквітином і, отже, був названий білком, схожим на убіквітин. У LC3 є місце зв'язування LDS (LIR docking site) / гідрофобного зв'язувального інтерфейсу на N-кінці, яке взаємодіє з білками, що містять область взаємодії з LC3 (LIR, LC3 Interacting Region).  Цей домен багатий на гідрофобні амінокислоти, мутація яких погіршує здатність LC3 зв'язуватися з білками, що містять LIR, багато з яких є адаптерними білками для автофагії. Наприклад, секвестозом (SQSTM1) взаємодіє з фенілаланіном 52 та лейцином 53, які присутні в гідрофобному зв'язувальному інтерфейсі LC3, і будь-яка мутація цих амінокислот запобігає взаємодії LC3 з SQSTM1.